# Michal Vičan
Michal Vičan (Hlohovec, 26 de março de 1925 – Bratislava, 27 de janeiro de 1986) foi um ex-futebolista e treinador checoeslovaco que levou o Slovan Bratislava à conquista da Taça dos Clubes Vencedores de Taças, na final de 1969, contra o Barcelona. Como futebolista, entre 1947 e 1952, ele foi o capitão da seleção Tchecoslovaca em 10 partidas.